# Ilha do Urso

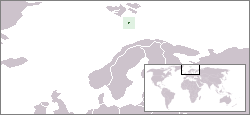
Localização de Bjørnøya face à Escandinávia e Svalbard.

A Ilha do Urso (em norueguês Bjørnøya; composto de bjørn, "urso" e øya, "ilha") é uma pequena ilha com 178 km², pertencente ao território sob soberania norueguesa de Svalbard, do qual constitui o extremo meridional na posição 74º 30' N, 19º 00' E. 

Apesar de eventualmente já ter sido visitada pelos viquingues e pelos pomor russos, a ilha apenas foi conhecida na Europa depois de Willem Barentsz, em 1596, a ter encontrado. Diz a lenda que o seu nome provém de um urso-polar ali visto a nadar na altura da descoberta da ilha por Barents. Excepto pela presença do pessoal da estação meteorológica e de vigilância da natureza (em 2004 eram 9 pessoas), Bjørnøya é atualmente desabitada. Em 2002, com excepção de uma área de 1,2 km ² na costa sul (em torno da estação meteorológica), todo o seu território, incluindo as águas costeiras até às 4 milhas náuticas, foi constituído reserva natural.

## Geografia e clima
Bjørnøya está localizada no extremo ocidental do  mar de Barents, muito a sul do arquipélago de Svalbard, quase a meio caminho entre a costa escandinava e a ilha de Spitsbergen.

A ilha é um afloramento da crusta continental submersa na região devido a variações isostáticas resultantes da última glaciação.  Bjørnøya assenta sobre o banco de Spitsbergen, que se estende para sul desde Spitsbergen e  Edgeøya, fazendo parte da plataforma continental da Escandinávia. As profundidades nas proximidades da ilha e para o seu norte e leste raramente excedem os 100 m, mas aprofundam-se rapidamente em direção ao sul, e especialmente cerca de 50 milhas náuticas para oeste, onde a margem da plataforma continental termina nas águas profundas do mar da Noruega.

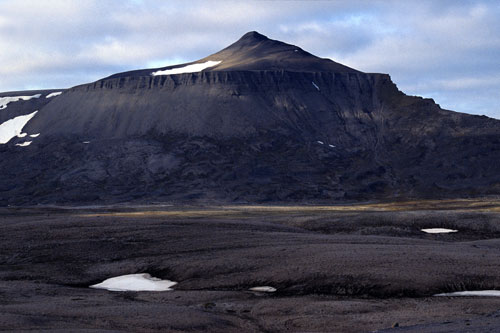
Miseryfjellet, o ponto mais alto de Bjørnøya, com 536 metros de altitude.

A ilha tem grosso modo a forma de um triângulo irregular com um vértice virado a sul, apresentando um comprimento máximo norte–sul de 20 km e este–oeste de 15.5 km. A sua área total é de 178 km².
A parte sul da ilhas é montanhosa, nela se situando o Miseryfjellet, um pico com  536 m de altitude, o ponto mais alto da ilha. Outros montes de razoável altitude são o  Antarcticfjellet, no sueste da ilha, e os Fuglefjellet, Hamburgfjellet, e Alfredfjellet no sudoeste. A parte norte da ilha forma uma região baixa e aplanada que ocupa cerca de dois terços da ilha.
A zona aplanada do norte tem múltiplos pequenos lagos pouco profundos de água doce, que no seu conjunto cobrem cerca de 19 km². Várias ribeiras correm para o mar, formando cascatas nas falésias costeiras. Em Bjørnøya não existe qualquer glaciar.

A costa é em geral alcantilada, com grandes falésias e sinais claros de erosão marinha que deixou pequenos ilhéus com a forma de pilares rochosos isolados e múltiplas cavernas costeiras. Existem algumas pequenas praias arenosas.

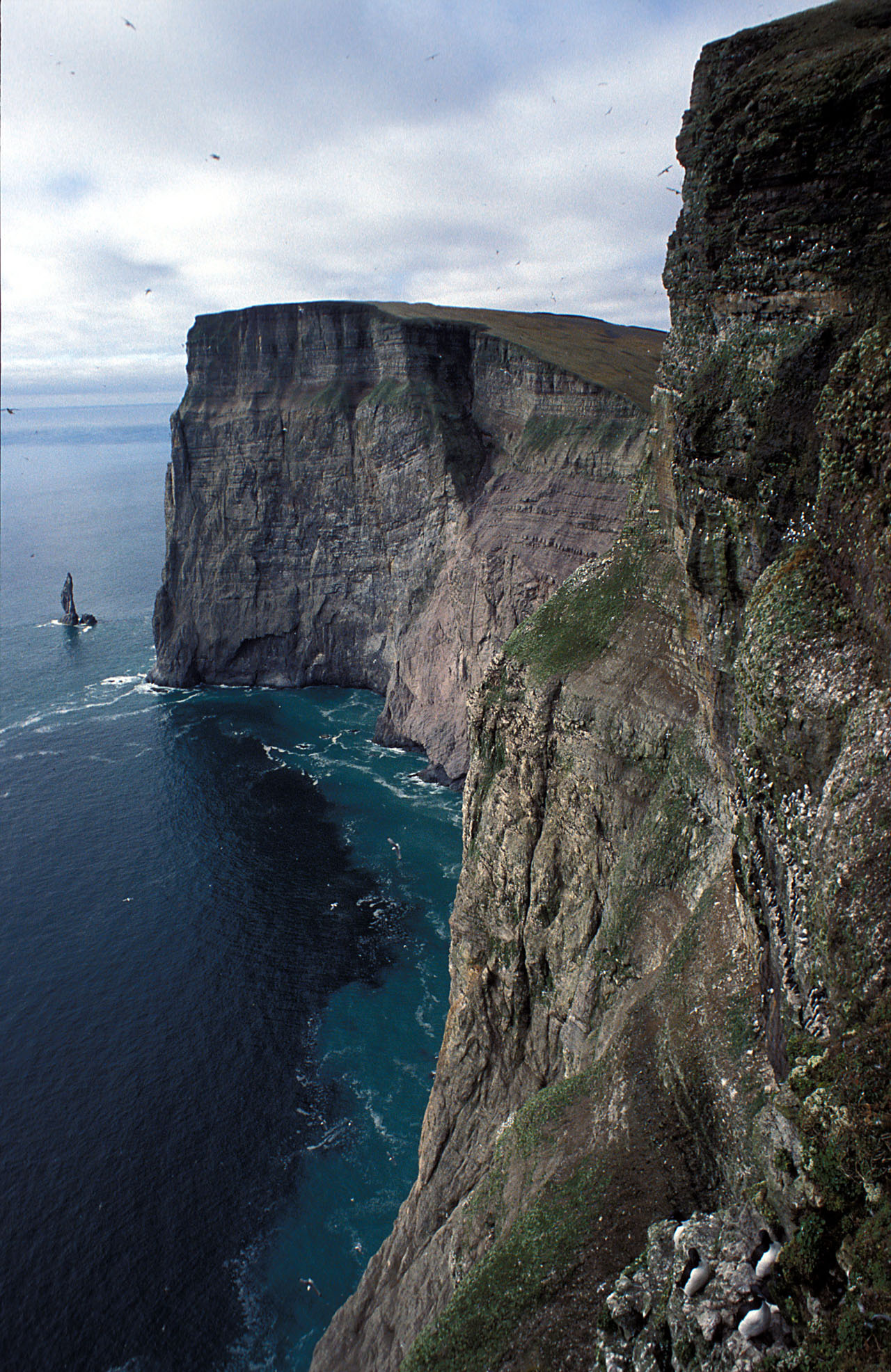
A costa alcantilada de Bjørnøya, com sinais de erosão marinha.

Pode-se ancorar e desembarcar nalguns portinhos existentes na costa ou nas pequenas instalações portuárias de Herwighamna, na costa norte. Contudo, nenhum lugar dá abrigo a uma embarcação em qualquer tempo, pelo que os navios em Bjørnøya devem estar prontos para zarpar a qualquer momento.
Um ramo da corrente do Atlântico Norte, o prolongamento para nordeste da corrente do Golfo, transporta água mais quente para a região de Svalbard, criando um clima mais ameno do que existe em regiões de latitude semelhante.  Assim, o clima de Bjørnøya é do tipo marítimo-polar, com temperaturas relativamente moderadas durante o Inverno. Janeiro é o mês mais frio, com uma temperatura média de −8,1°C (normais climáticas para o período 1961–1990).  Julho e Agosto são os meses mais quentes, com uma temperatura média de 4,4 °C.
A precipitação é escassa, com uma média anual de 371 mm nas terras baixas do norte da ilha.
O tempo tende a ser estável durante o Verão, mas em Julho ocorrem nevoeiros em 20% dos dias, resultado da passagem de ar mais quente proveniente do Atlântico sobre as águas frias do mar de Barents.
A fronteira (termoclina) entre as águas frias de origem polar e as águas mais quentes do Atlântico trazidas pela  corrente do Atlântico Norte, atravessa o mar de Barents nas proximidades de Bjørnøya. Daí que a temperatura das águas seja muito variável, por vezes atingindo os 10º C no Verão. Durante o Inverno forma-se gelo marinho junto à costa, mas muito raramente no mar aberto ao largo da ilha.
Gelos flutuantes e alguns icebergs ocasionais são trazidos do norte do mar de Barents todos os Invernos, por vezes logo em Outubro, mas não é comum aparecer grande quantidade de gelo no mar antes de Fevereiro.
A noite polar dura de 8 de Novembro a 13 de Fevereiro e o período de visibilidade do Sol da meia-noite vai de 2 de Maio a 11 de Agosto.

## Fauna e flora
Há poucas plantas superiores na ilha, estando a vegetação reduzida a musgos e diversas plantas herbáceas. Dado que Bjørnøya se situa para além da linha das árvores polar, nela não cresce qualquer árvore.
Apesar do seu nome, a Ilha do Urso não tem população residente de ursos polares, estes só fazendo a sua aparição no Inverno quando o mar se apresenta com gelo. Ocasionalmente ursos ficam retidos na ilha pela retirada dos gelos, sendo obrigado a nela passar o Verão.
Existem algumas raposas polares, sendo os únicos mamíferos terrestres residentes permanentes da ilha. Diversos mamíferos marinhos, com destaque para diversas espécies de focas e a morsa, que já foi muito comum, mas é hoje rara.
A ilha é muito rica em aves marinhas, as quais nidificam nas falésias da costa sul. Algumas aves migradores param em Bjørnøya durante a sua migração entre Svalbard e o continente.
Nos lagos de água doce vive uma população de Salvelinus alpinus, o peixe de água doce com o habitat mais boreal setentrional de todo o planeta.
O mar é muito rico em peixe e cetáceos, sendo frequentes os conflitos de pesca com a frota russa (a Rússia não reconhece a soberania norueguesa sobre a zona económica exclusiva da ilha).

## Problemas ambientais
Apesar de não existir presentemente atividade industrial na ilha e nas sua vizinhança imediata, a poluição por materiais tóxicos  e radioativos é uma séria ameaça para o ambiente intocado de Bjørnøya.
O recente arranque da exploração de hidrocarbonetos em Snøhvit, ao largo do norte da Noruega, demonstra que as sensíveis áreas polares e sub-polares do mar da Noruega e do mar de Barents se podem transformar em importantes locais de pesquisa e exploração de petróleo e gás natural.  A organização ambientalista Bellona Foundation tem criticado o governo norueguês por ter licenciado aquelas atividades sem ter estudos suficientes que permitam avaliar o seu impacte ambiental .
Toxinas orgânicas, em particular derivados do bifenil policlorado, os PCBs, têm sido encontrados em concentrações elevadas em amostras de fauna recolhidas na ilha, em especial em peixes (Salvelinus alpinus) do lago Ellasjøen.
O submarino soviético K-278 Komsomolets afundou-se a 7 de Abril de 1989 a cerca de 100 milhas náuticas a sudoeste de Bjørnøya. O derrame de materiais radioativos do reactor, ou das armas nucleares que tinha a bordo, ainda não é um problema grave, mas no futuro pode causar poluição séria das águas vizinhas.
Para prevenir danos para a fauna e flora, em 2002, com excepção de uma área de 1,2 km ² na costa sul (em torno da estação meteorológica), todo o território de Bjørnøya, incluindo as águas costeiras até às 4 milhas náuticas, foi constituído reserva natural.

## História

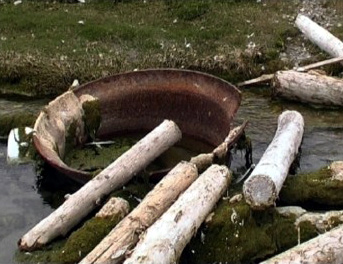
Caldeirão e restos de um traiol usado para extrair óleo de baleia em Kvalrossbukta.

Apesar de navegadores noruegueses e islandeses do tempo dos vikings terem provavelmente visitado Bjørnøya e de haver menção de prováveis ilhas naquela região em registos russos do século XIV que atribuem a descoberta da ilha aos pomor do Mar Branco, o primeiro registo histórico conhecido é o da chegada da expedição de Willem Barentsz à vista da ilha a 10 de Junho de 1596.
A ilha foi explorada nos anos de 1603–1605 por Steven Bennet, o qual notou a abundância de morsas e baleias. Por isso, a partir de meados do século XVII a ilha passou a ser usada como base para a caça à morsa e a outras espécies de pinípedes e para a baleação, tendo sido instalados traióis para derreter as carcaças para aproveitamento dos óleos.
Apesar de diversas reivindicações territoriais e de ter sido tomada posse da ilha em nome da Inglaterra e da Rússia (pelo menos), formalmente Bjørnøya permaneceu terra nullius até que o Tratado de Svalbard, de 1920 colocou a ilha sob soberania da Noruega, com efeitos a partir de 1925, quando foi nomeado o primeiro governador (o Sysselmannen på Svalbard).
Apesar de remota e agreste, a ilha já foi palco de diversas atividades económicas ao longo dos últimos 400 anos, tais como a mineração de carvão, a baleação, a caça e a pesca. Contudo todas as tentativas de fixação humana duraram apenas alguns anos e com excepção do pessoal da estação meteorológica, da proteção ambiental e das telecomunicações, que faz na ilha curtas comissões de serviço, a ilha está desabitada. Em 2004, altura do último censo, estavam presentes na ilha 9 pessoas.

### Vestígios arqueológicos
Nunca existiram grandes comunidades humanas em Bjørnøya. Os vestígios arqueológicos mais notáveis são os restos da estação de baleação de Kvallrossbukta (Baía das Morsas), datadas dos princípios do século XX, sitos no sueste da ilha, e os restos da operação de extração de carvão em Tunheim, na costa nordeste. Tunheim funcionou entre 1916 e 1925, mas a mineração foi abandonada por falta de rentabilidade. Devido ao clima seco e frio, os restos da mina, incluindo parte de um cais e uma locomotiva a vapor, estão relativamente bem preservados.

### Interesse estratégico
O valor geoestratégico de Bjørnøya foi reconhecido em finais do século XIX quando o a Rússia e a Alemanha se começaram a interessar pelo domínio do Árctico, em especial do mar de Barents e pelo controlo do acesso aos portos de Murmansk e Arkhangelsk.
O jornalista e explorador polar alemão Theodor Lerner visitou Bjørnøya em 1898 e 1899, e reivindicou direitos de propriedade sobre a ilha. Em 1899, a sociedade alemã de pescas Deutsche Seefischerei-Verein (DSV) iniciou estudos sobre as potencialidades do pesqueiras e de baleação no mar de Barents. A DSV estava secretamente em contacto com a Marinha de Guerra alemã e chegou a ser considerada a ocupação militar da ilha.
Em reação a estes desenvolvimentos, a Marinha russa enviou o couraçado Svetlana em missão de exploração e os russos arvoraram a sua bandeira em Bjørnøya a 21 de Julho de 1899, o que desencadeou protestos por parte de Lerner. O conflito foi sendo tratado pela via diplomática sem que nenhuma das partes conseguisse o reconhecimento da posse.
Com o desencadear da Grande Guerra, a Noruega, que se tinha separado da Suécia em 1905, passou a desempenhar um papel mais ativo na região. Com a aprovação norueguesa, a partir de 1918 a ilha passou a ser considerada propriedade privada de uma empresa mineira entretanto constituída, a Bjørnøen AS. Consolidada a soberania norueguesa pelo Tratado de Svalbard (como compensação dos aliados vitoriosos pelas grandes perdas que a marinha mercante norueguesa tinha sofrido), em 1932 o Estado norueguês adquiriu a totalidade das acções da empresa. A Bjørnøen AS ainda existe como uma empresa pública que gere a ilha, sendo conjuntamente administrada com a Kings Bay AS, a companhia que opera as infraestruturas de  Ny-Ålesund, em Spitsbergen.
Uma estação radionaval norueguesa, a Bjørnøya Radio, com o indicativo de chamada LBJ, foi instalada em Herwighamna, na costa norte, em 1919. Foi mais tarde fundida com a estação meteorológica instalada na ilha.

### A II Guerra Mundial
Como as rotas de navegação entre o Atlântico e o porto russo de  Murmansk (e os portos do Mar Branco atravessam o Mar de Barents, o controlo das águas em torno de Bjørnøya teve grande importância estratégica durante a II Guerra Mundial (e depois durante a Guerra Fria).
Apesar de Svalbard, que por força do Tratado de 1920 é zona desmilitarizada, não ter sido ocupado pelas forças alemãs, a atividade militar na zona forçou a evacuação das ilhas em 1941, com destruição dos equipamentos de possível uso militar, e conduziu a alguns episódicos bombardeamentos das instalações principais.
Dado que a normal troca de informação meteorológica foi suspensa durante a guerra, as forças alemãs a operar na zona, particularmente em operações contra comboios navais aliados, careciam de informação meteorológica atualizada.  Para tal tiveram de recorrer a um complexo sistema de voos de exploração, à instalação nas ilhas de equipas clandestinas de observadores e, por fim, à instalação de estações meteorológicas automáticas emitindo em onda curta. Em Bjørnøya foi instalada em 1941 uma dessas estações automáticas.
Forças alemãs atacaram diversos comboios navais que transportavam ajuda militar aliada para a União Soviética nas águas próximas da ilha. Um dos comboios mais castigados foi o Comboio PQ-17 em Junho/Julho de 1942, ao qual infligiram pesadíssimas perdas (apenas 11 navios dos 36 iniciais atingiram o porto de destino).
Apesar das forças alemãs terem perdido a Batalha do Mar de Barents, nos últimos dias do ano de 1942, ainda assim as águas a sueste de Bjørnøya foram palco de diversos recontros em 1943.
Em Novembro de 1944, o ministro dos negócios estrangeiros soviético Vjatsjeslav Mikhajlovitsj Molotov propôs ao governo norueguês no exílio (a Noruega estava então ocupada pela Alemanha) a anulação do Tratado de Svalbard, com Bjørnøya a ficar sob soberania soviética. O fim da guerra chegou sem um acordo e os aliados ocidentais, que não queriam ver a União Soviética expandir-se também para o Árctico Ocidental, não permitiram que a matéria voltasse a ser discutida.

## Fotos de Bjørnøya

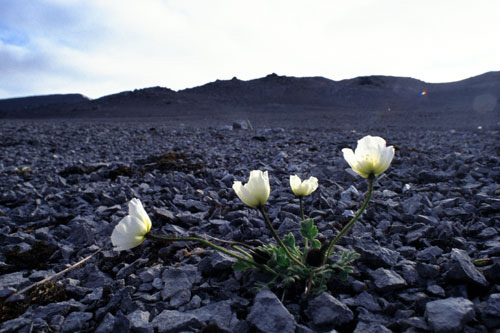
A papoila de Svalbard.